# Fulguriet

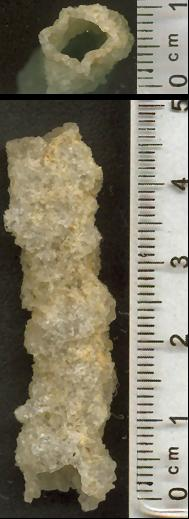
Een fulguriet uit Okeechobee in Florida, van bovenaf en van opzij gezien.

Een fulguriet of bliksembuis is een holle buis van gesmolten gesteente of zand en bestaat vaak voor een groot deel uit lechatelieriet. Deze ontstaat door de intense hitte die ontstaat bij inslag van een bliksem in kwartsrijke gronden. Strikt genomen kan het worden beschouwd als voorbeeld van een metamorf gesteente ontstaan door contactmetamorfologie.
Fulguriet dankt zijn naam aan het Latijnse woord fulgur, fulguris "bliksem, weerlicht", wat zou kunnen worden vertaald met 'bliksemsteen' of 'dondersteen'. In vroegere tijden dacht men dat fulguriet de bliksem zelf was die was neergedaald.

## Voorkomen
De buitenkant van een fulguriet is meestal ruw en kan bedekt zijn met zandkorrels, terwijl de binnenzijde vaak glad is. Fulgurieten ontstaan vooral in zandrijke bodems in gebieden met veel onweersactiviteit. In principe kan een fulguriet ontstaan in elke minerale bodemsoort. Ondanks dat fulgurieten veel voorkomen worden ze maar zelden gevonden. Ze zijn namelijk vaak moeilijk op te sporen en bovendien zeer breekbaar, waardoor een fulguriet vaak in stukken breekt tijdens het opgraven. Fulgurieten worden in woestijngebieden nooit op duintoppen gevonden maar altijd in de kommen tussen de duinen. Dat komt omdat de bliksem daar inslaat op plaatsen waar het grondwater het dichtst aan de oppervlakte ligt.

## Bekende vondsten
Fulgurieten hebben een doorsnede tot enkele centimeters en kunnen een lengte van vele meters bereiken. 
In 1939 werd door de bioloog Nico Tinbergen in Hulshorsterzand op de Veluwe een fulguriet van 2,35 meter lang gevonden. Tinbergen bracht zijn vondst naar het toenmalig Geologisch Museum in Leiden en publiceerde er in 1942 over. De bliksembuis bevindt zich nu in de collectie van Naturalis Biodiversity Center.

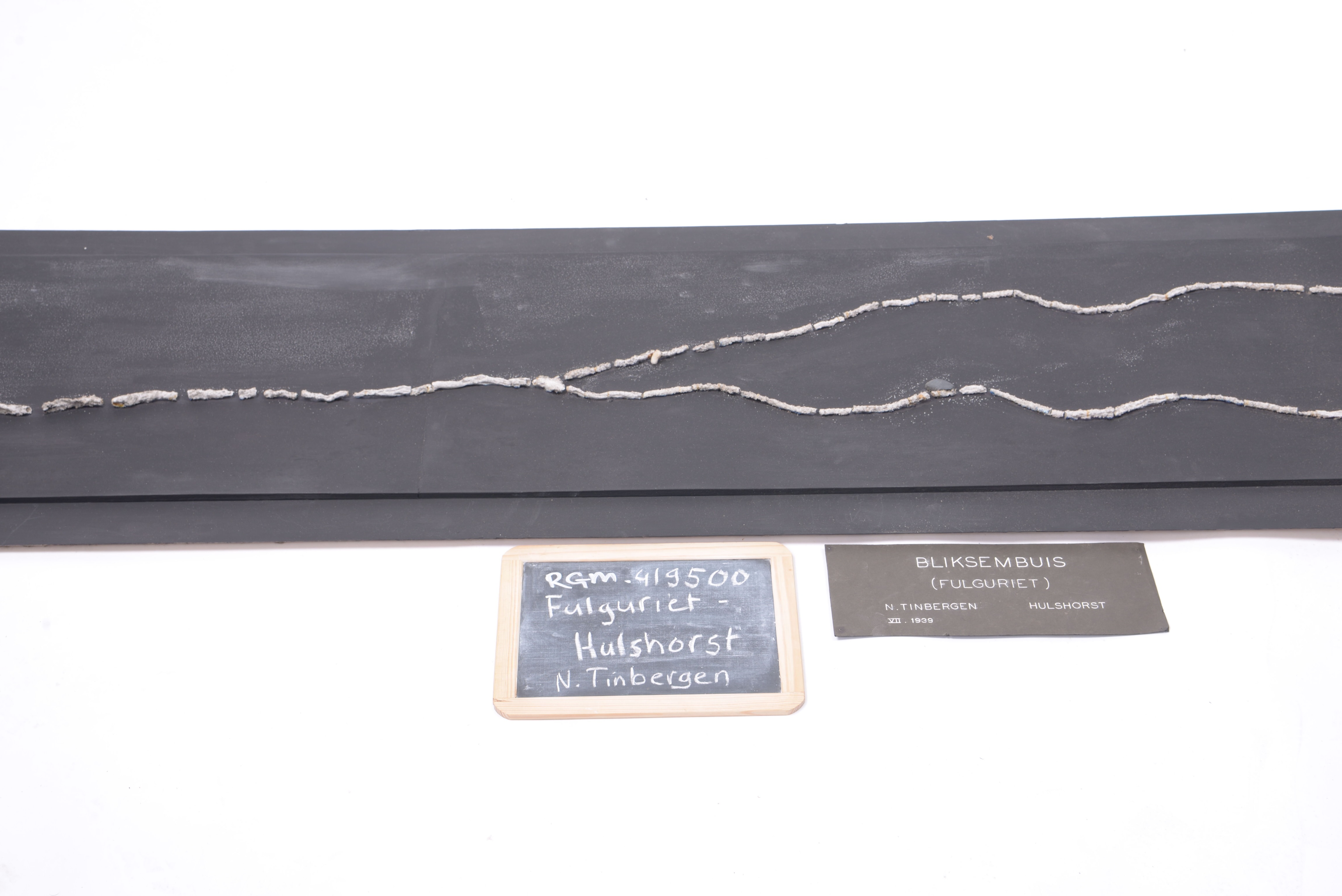
Bliksembuis (Fulguriet) gevonden te Hulshorsterzand, 1939

Te Zonhoven werd in 1952 een bliksembuis gevonden van ca. tien meter.
In de collectie van het voormalige  Natuurhistorisch Museum Enschede waren meerdere bliksembuizen opgenomen, waaronder de bliksembuis die in 1955 werd gevonden in Vasse, en een kunstmatig gevormde bliksembuis, ontstaan door het breken van een hoogspanningsleiding bij Hengelo.
Bij het Belgische Hergenrath werd in 1959-1960 een bliksembuis van ruim dertien meter lang opgegraven.
In 2016-2017 werd in de Belgische wijk Nieuw-Gent een bliksembuis van 18 meter opgegraven tijdens afbraakwerken.